# Persone di nome Bogdan
| Questa pagina contiene informazioni ricavate automaticamente dalle voci biografiche con l'ausilio del template Bio e di un bot. L'aggiornamento è periodico e automatico e ricostruisce completamente la pagina. Se manca una persona in questa lista, sei pregato di non aggiungerla, ma accertati piuttosto che la sua voce biografica contenga il template Bio e che i dati anagrafici siano correttamente compilati. Se il template Bio manca, inseriscilo tu stesso o, in alternativa, metti l'avviso {{tmp\|Bio}} che ne segnala la mancanza. Se i dati riportati sono sbagliati, correggi direttamente la voce biografica; le modifiche saranno visibili in questa lista entro pochi giorni. Per chiarimenti vedi il progetto antroponimi. La lista contiene solo le 56 persone che sono citate nell'enciclopedia e per le quali è stato implementato correttamente il template Bio. Pagina aggiornata al 16 ott 2024. |

Questa è una lista di persone presenti nell'enciclopedia che hanno il prenome Bogdan, suddivise per attività principale.

## Allenatori di calcio(5)
- Bogdan Andone, allenatore di calcio e ex calciatore rumeno (Aiud, n. 1975)
- Bogdan Lobonț, allenatore di calcio e ex calciatore rumeno (Hunedoara, n. 1978)
- Bogdan Stelea, allenatore di calcio e ex calciatore rumeno (Bucarest, n. 1967)
- Bogdan Vintilă, allenatore di calcio e ex calciatore rumeno (Bucarest, n. 1972)
- Bogdan Zając, allenatore di calcio e ex calciatore polacco (Jarosław, n. 1972)

## Allenatori di pallacanestro(2)
- Bogdan Karaičić, allenatore di pallacanestro serbo (Užice, n. 1984)
- Bogdan Tanjević, allenatore di pallacanestro jugoslavo (Pljevlja, n. 1947)

## Arbitri di calcio(1)
- Bogdan Dočev, arbitro di calcio bulgaro (Varna, n. 1936 - † 2017)

## Architetti(1)
- Bogdan Bogdanović, architetto e politico serbo (Belgrado, n. 1922 - Vienna, † 2010)

## Astronomi(1)
- Bogdan Sobczuk, astronomo polacco

## Avvocati(1)
- Bogdan Olteanu, avvocato e politico rumeno (Bucarest, n. 1971)

## Bobbisti(1)
- Bogdan Musiol, bobbista tedesco (Świętochłowice, n. 1957)

## Calciatori(18)
- Bogdan Buhuș, ex calciatore rumeno (Bârlad, n. 1979)
- Bogdan Gavrilă, calciatore rumeno (Galați, n. 1992)
- Bogdan Hauși, ex calciatore rumeno (Baia Mare, n. 1985)
- Bogdan Milić, calciatore montenegrino (Podgorica, n. 1987)
- Bogdan Miličić, calciatore serbo (Užice, n. 1989)
- Bogdan Mitrea, calciatore rumeno (Cluj-Napoca, n. 1987)
- Bogdan Mladenović, calciatore serbo (Belgrado, n. 1996)
- Bogdan Ovsjannikov, calciatore russo (Nižnij Novgorod, n. 1999)
- Bogdan Pătrașcu, ex calciatore rumeno (Târgoviște, n. 1979)
- Bogdan Planić, calciatore serbo (Užice, n. 1992)
- Bogdan Racovițan, calciatore rumeno (Digione, n. 2000)
- Bogdan Rejchmen, calciatore russo (Jevpatorija, n. 2002)
- Bogdan Stamenković, calciatore serbo (Surdulica, n. 1998)
- Bogdan Stancu, ex calciatore rumeno (Pitești, n. 1987)
- Bogdan Straton, ex calciatore rumeno (Iași, n. 1983)
- Bogdan Vaštšuk, calciatore estone (Tallinn, n. 1995)
- Bogdan Vătăjelu, calciatore rumeno (Râmnicu Vâlcea, n. 1993)
- Bogdan Țîru, calciatore rumeno (Costanza, n. 1994)

## Cestisti(5)
- Bogdan Bogdanović, cestista serbo (Belgrado, n. 1992)
- Bogdan Müller, cestista jugoslavo (n. 1930 - Lubiana, † 2018)
- Bogdan Popescu, ex cestista rumeno (Bucarest, n. 1978)
- Bogdan Radosavljević, cestista serbo (Jagodina, n. 1993)
- Bogdan Riznić, cestista serbo (Belgrado, n. 1990)

## Discoboli(1)
- Bogdan Piščal'nikov, discobolo russo (Krasnodar, n. 1982)

## Lottatori(1)
- Bogdan Kourinnoi, lottatore svedese (Stoccolma, n. 1993)

## Nobili(2)
- Bogdan III cel Orb, nobile moldavo (Huși, n. 1471 - Huși, † 1517)
- Bogdan I di Moldavia, nobile

## Pallanuotisti(2)
- Bogdan Rath, ex pallanuotista rumeno (Bucarest, n. 1972)
- Bogdan Tošović, pallanuotista jugoslavo (Ragusa, n. 1918 - Gospić, † 1941)

## Pallavolisti(1)
- Bogdan Olteanu, pallavolista rumeno (Bucarest, n. 1981)

## Pedagogisti(1)
- Bogdan Suchodolski, pedagogista e filosofo polacco (Sosnowiec, n. 1903 - Distretto di Piaseczno, † 1992)

## Piloti motociclistici(1)
- Bogdan Nikolov, pilota motociclistico bulgaro (Pleven, n. 1957)

## Politici(3)
- Bogdan Aurescu, politico rumeno (Bucarest, n. 1973)
- Bogdan Borusewicz, politico polacco (Lidzbark Warmiński, n. 1949)
- Bogdan Filov, politico e archeologo bulgaro (Stara Zagora, n. 1883 - Sofia, † 1945)

## Registi(1)
- Bogdan Jerković, regista, direttore artistico e docente croato (Zagabria, n. 1925 - Zagabria, † 2009)

## Religiosi(1)
- Bogdan Jański, religioso polacco (Grójec, n. 1807 - Roma, † 1840)

## Rugbisti a 15(1)
- Bogdan Leonte, rugbista a 15 francese (Bucarest, n. 1986)

## Saltatori con gli sci(1)
- Bogdan Norčič, saltatore con gli sci jugoslavo (Kranj, n. 1953 - Cerklje na Gorenjskem, † 2004)

## Scacchisti(2)
- Bogdan Lalić, scacchista croato (Zagabria, n. 1964)
- Bogdan Śliwa, scacchista polacco (Cracovia, n. 1922 - Cracovia, † 2003)

## Schermidori(1)
- Bogdan Gonsior, ex schermidore polacco (Chorzów, n. 1937)

## Scrittori(1)
- Bogdan Petriceicu Hasdeu, scrittore, filologo e storico romeno (Kerstency, n. 1838 - Câmpina, † 1907)

## Sollevatori(1)
- Bogdan Bakuła, sollevatore polacco (n. 1963)